# Balaenoptera physalus
La balenottera comune (Balaenoptera physalus Linnaeus, 1758) è una specie di cetaceo appartenente alla famiglia Balaenopteridae.

## Descrizione
La balenottera comune è il secondo animale del pianeta per dimensioni, dopo la balenottera azzurra. Si sa che può raggiungere e superare i 24 m, anche se la lunghezza media è molto inferiore. Gli animali dell'emisfero boreale sono normalmente di 2-3,5 m più corti di quelli dell'emisfero australe e alcuni autori ritengono che si tratti di sottospecie distinte. È facilmente confusa con la balenottera boreale o con la balenottera azzurra o nei tropici con la balenottera di Eden.
Un elemento essenziale per riconoscere la balenottera comune a distanza ravvicinata è la pigmentazione asimmetrica della testa: sul lato destro, il labbro inferiore, la cavità orale e alcuni dei fanoni sono bianchi, mentre il lato sinistro è grigio uniforme. Quando nuota proprio sotto la superficie è spesso chiaramente visibile il labbro bianco, che può tuttavia essere confuso con la pinna pettorale bianca di una megattera. Un tempo una delle balenottere più comuni, presenta oggi popolazioni seriamente compromesse dalla caccia baleniera.
- Lunghezza: 18–25 m
- Peso: 30-80 tonnellate

## Comportamento
Non evita né si avvicina alle barche. È quasi impossibile valutare quando emergerà o si allontanerà: può essere difficile osservarla da vicino. Il tipo di emersione varia a seconda che stia nuotando in superficie oppure stia emergendo da un'immersione profonda. Soffia tipicamente da 2 a 5 volte, a intervalli di 10 o 20 secondi, prima di immergersi per 5-15 minuti (anche se può restare immersa più a lungo). Si immerge sino a profondità di almeno 230 m. La pigmentazione asimmetrica può essere legata al modo in cui la balena nuota sul lato destro mentre si nutre. Talora salta completamente fuori dall'acqua. È una nuotatrice veloce, capace di raggiungere velocità di 30 km/h. Si vede più spesso di altre balenottere in piccoli gruppi.

## Alimentazione
La dieta della Balenottera comune è piuttosto varia. Le componenti principali sono: krill, pesci e piccoli cefalopodi, ma varia a seconda della distribuzione (emisfero boreale, australe o Mediterraneo). La tecnica di caccia è particolare: si avvicina a notevole velocità ad un banco di pesci per buttarsi nel punto in cui questo è più fitto. Quindi, distendendo la regione golare, che può anche raddoppiare il diametro della parte anteriore del corpo, ingoia acqua e pesci.

## Distribuzione

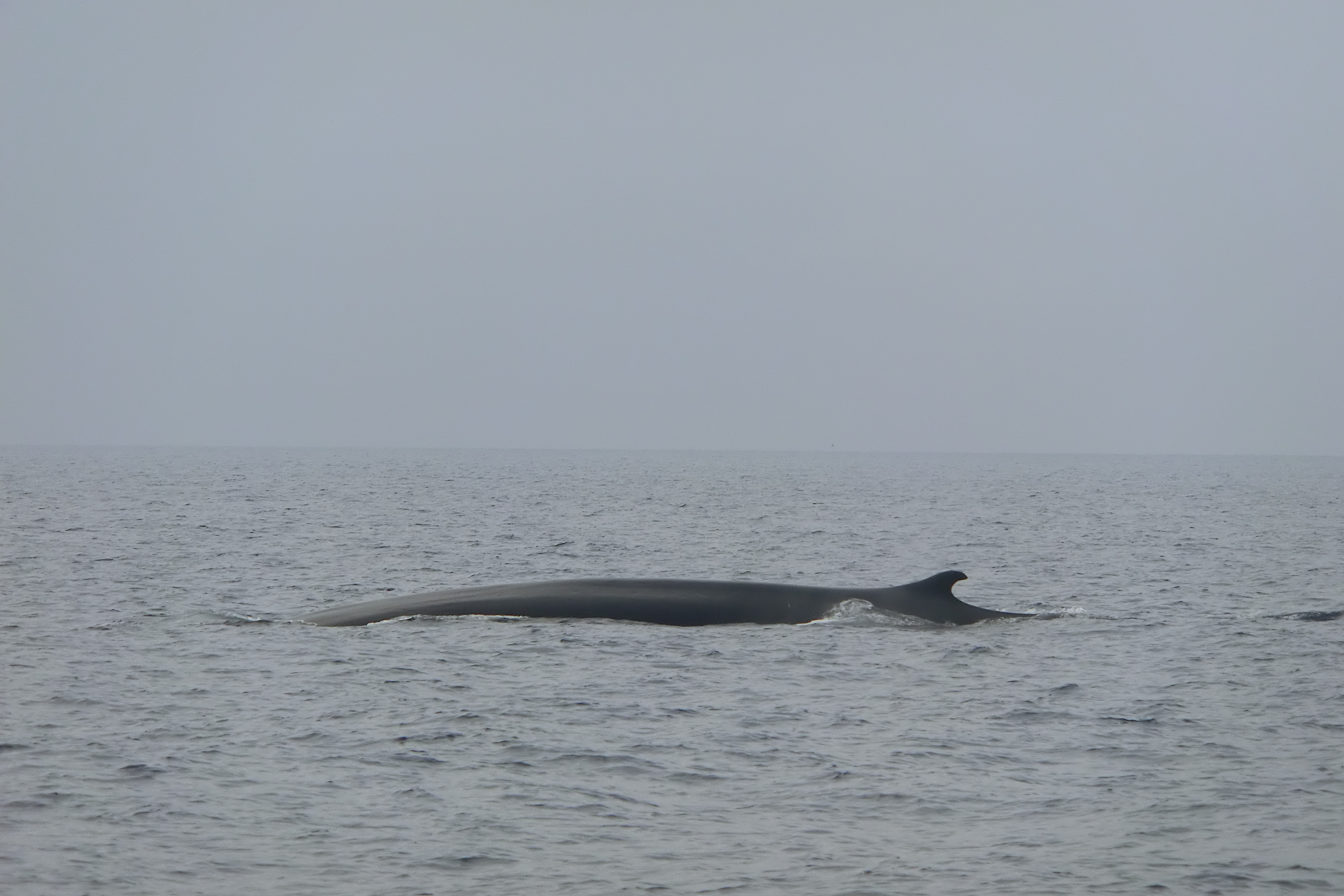
Balenottera comune al largo della costa ligure

Più comune nell'emisfero australe, meno comune nei tropici. Giunge nelle acque polari, ma meno frequentemente della balenottera azzurra o della balenottera minore. Nel Mediterraneo si trovano normalmente solo le balenottere comuni. Ci sono probabilmente tre popolazioni isolate: nel Nord Atlantico, nel Nord Pacifico e nell'emisfero meridionale. Alcune popolazioni migrano verso basse latitudini, con acque relativamente calde, in inverno e verso latitudini più elevate, con acque più fredde, in estate, anche se gli spostamenti sono meno prevedibili che in altri cetacei di grandi dimensioni. Certe popolazioni di basse latitudini, come quelle del Golfo di California (Baia di Cortez), in Messico, sembrano essere stanziali. Si trova normalmente al largo, ma la si vede anche sottocosta là dove l'acqua ha profondità sufficiente.

## Conservazione
La Zoological Society of London, in base a criteri di unicità evolutiva e di esiguità della popolazione, considera Balaenoptera physalus una delle 100 specie di mammiferi a maggiore rischio di estinzione.

## Esposizione
in Italia, uno scheletro di balenottera comune è conservato presso il Museo di storia naturale dell'Università di Pisa, che ospita la più grande collezione di scheletri di cetacei del paese, al Museo di Storia Naturale dell'Accademia dei Fisiocritici di Siena e al MUSE di Trento.